# Corydalis suaveolens
Corydalis suaveolens là một loài thực vật có hoa trong họ Anh túc. Loài này được Hance mô tả khoa học đầu tiên năm 1880.